# Igreja de Chonchi
A Igreja de Chonchi (castelhano: Iglesia de Chonchi) é uma igreja católica localizada na comuna de Chonchi, no Chile. Forma parte do grupo de 16 igrejas de madeira de Chiloé qualificadas como Monumento Nacional do Chile e reconhecidas como Patrimônio da Humanidade pela Unesco.
Integra a diocese de Ancud e sua santa patrona é Nossa Senhora do Rosário.